# 前264年
| 千纪： | 前1千纪 |
| 世纪： | 前4世纪 \| 前3世纪 \| 前2世纪 |
| 年代： | 前290年代 \| 前280年代 \| 前270年代 \| 前260年代 \| 前250年代 \| 前240年代 \| 前230年代                                                       |
| 年份： | 前269年 \| 前268年 \| 前267年 \| 前266年 \| 前265年 \| 前264年 \| 前263年 \| 前262年 \| 前261年 \| 前260年 \| 前259年                         |
| 纪年： | 周赧王五十一年 魯頃公十六年 齊王建元年 趙孝成王二年 魏安僖王十三年 韓桓惠王九年 秦昭襄王四十三年 楚頃襄王三十五年 衛懷君二十九年 燕武成王八年 |

## 大事记
- 羅馬共和國派兵西西里島，和迦太基之间爆发第一次布匿战争(前264-前261)。
- 陉城之战，秦昭襄王命武安君白起進攻韓國的陘城，接連攻拔韓國陘城等九座城邑，斬殺韓軍五萬。
- 齊王田建即位。
- 三对角斗士竞赛，是历史上第一次记录的角斗士比拼。
- 秦白起攻韓，拔9城，斬首5萬，田單相趙。